# Hodov

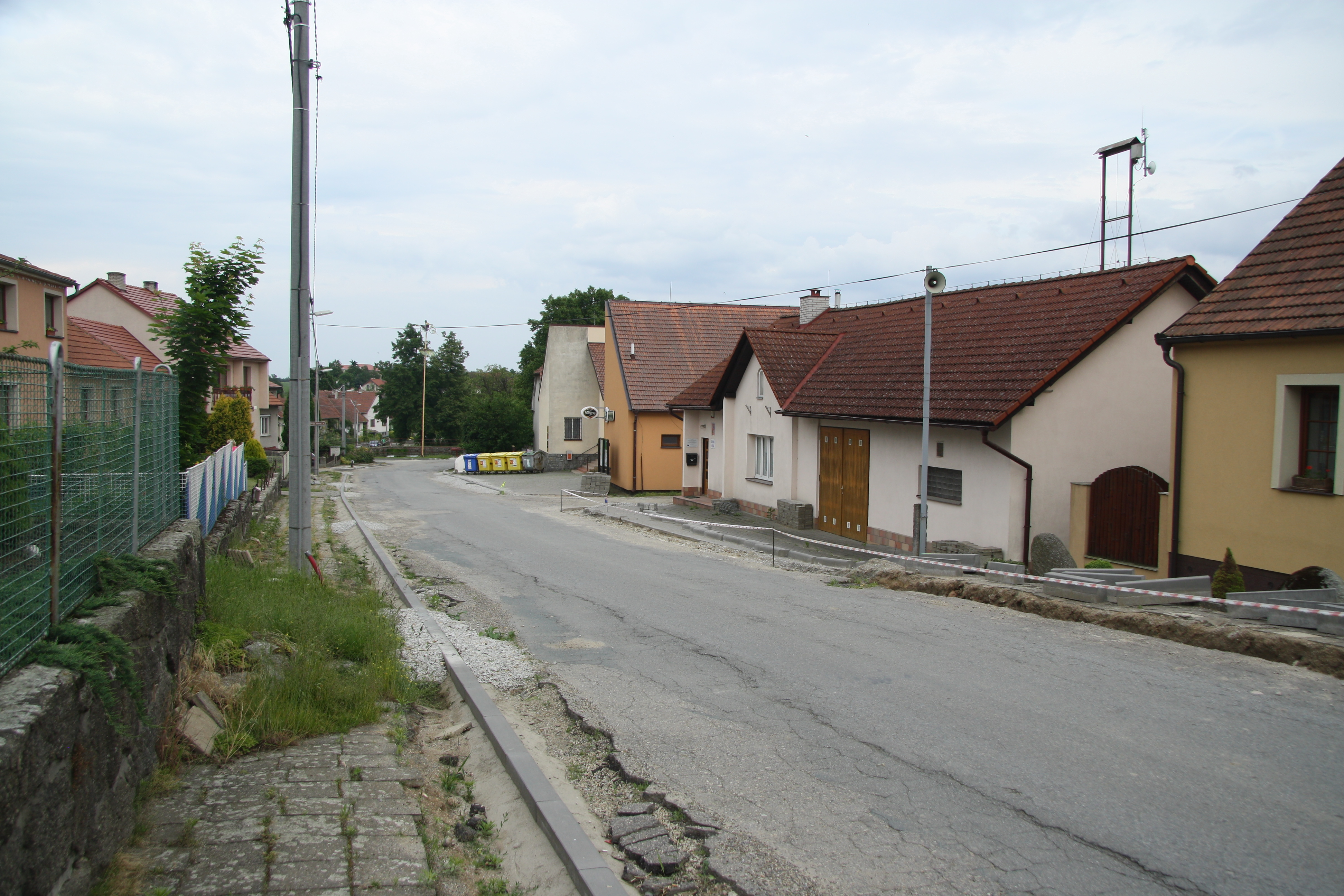
Ortszentrum

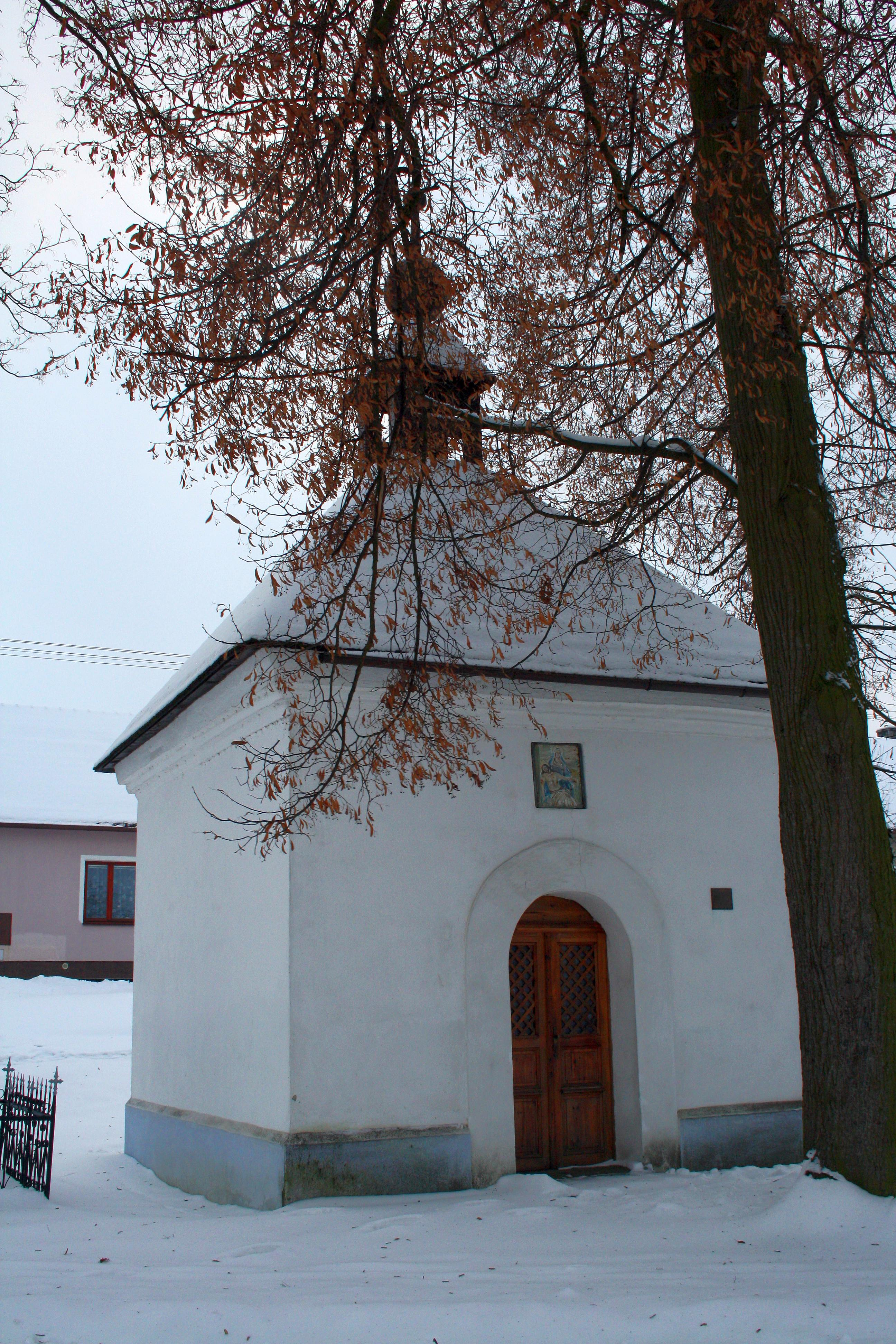
Kapelle des hl. Johannes von Nepomuk

Hodov (deutsch Hodau) ist eine Gemeinde in Tschechien. Sie liegt sieben Kilometer südlich von Velké Meziříčí und gehört zum Okres Třebíč.

## Geographie
Hodov befindet sich in der Křižanovská vrchovina (Krischanauer Bergland) im Süden der Böhmisch-Mährischen Höhe. Durch das Dorf fließt der Bach Hodovský potok, der unterhalb des Ortes in den Mařek mündet. Südlich von Hodov verläuft die Bahnstrecke Studenec–Křižanov. Im Norden erhebt sich die Hodovská horka (581 m n.m.), östlich die Skočinky (513 m n.m.), im Süden der Na Brčích (533 m n.m.) sowie nordwestlich der Vlčatínský vrch (590 m n.m.). Die Gemeinde ist Teil des Naturparks Třebíčsko.
Nachbarorte sind Myslivna und Oslavice im Norden, Osové, Rohy und Eliášova Myslivna im Nordosten, Studnice im Osten, Kundelov und Věterák im Südosten, Budišov und Nárameč im Süden, Obora, Trnava und Přeckov im Südwesten, Rudíkov und Hroznatín im Westen sowie Vlčatín, Nový Telečkov und Oslavička im Nordwesten.

## Geschichte
Die erste schriftliche Erwähnung des zur Herrschaft Tasov gehörigen Dorfes Hodaw erfolgte im Jahre 1349, als der Olmützer Domherr Johann von Tassau (Jan z Tasova) zugunsten von Beneš von Meziříč auf den größten Teil des Dorfes verzichtete und einen geringen Anteil von sechs Lahn Ondřej von Okarec überließ. Johann d. J. von Meziříč übertrug 1371 den Meziříčer Anteil von Hodov mit dem zugehörigen Wald an Johann d. Ä. von Meziříč. Latzek von Krawarn überschrieb 1416 auf die zur Herrschaft Meziříčí zugehörigen Güter Hodov, Hrbov und Olší eine Mitgift für die Hochzeit mit Leopold Kraiger von Kraigk an Johann von Meziříč Tochter Anna. Nach Leopolds Tod erhielt 1446 Johann d. Ä. von Lomnitz auf Meziříčí diese Güter; im Jahr darauf überschrieb er sie seinem Schwiegersohn Johann II. von Pernstein. Nachdem Johann von Lomnitz 1489 den Besitz von Ernst und Georg von Gemnička in Tasov erworben hatte, schlug er die Dörfer Hodov und Kamenná dem Gut Tasov zu. Im Jahre 1532 ließ Heinrich von Lomnitz seinen Anteil von Meziříčí, zu dem auch Hodov und ein Teil des Pfarrpatronats in Tasov gehörten, an Johann IV. von Pernstein intabulieren. Dieser erwarb um 1534 auch das Gut Tasov mit Kamenná und Oslava sowie der wüsten Burg Dub. Jaroslav von Pernstein und seine Brüder veräußerten Tasov mit allem Zubehör 1550 an Katharina von Sternberg, die ihren Mann Georg Mrakeš von Noskov darauf in Gemeinschaft nahm. Georg Mrakeš vereinigte 1552 das Gut Tasov 1552 mit seiner Herrschaft Budišov, bei der Hodov die nächsten drei Jahrhunderte verblieb. Zu Beginn des 19. Jahrhunderts ließ der Grundherr Joachim von Stettenhofen das Dorf erweitern; die Bebauung wurde durch neue Häuslerstellen verdichtet, zudem entstand unterhalb des Dorfes im Tal des Hodovský potok die von Häuslern bewohnte neue Ortslage Hodůvek. 1817 wurde eine einklassige Dorfschule eingerichtet. Ein Jahr später erfolgte der Bau der Kapelle.
Im Jahre 1842 bestand das im Iglauer Kreis gelegene Dorf Hodau bzw. Hodow aus 60 Häusern, in denen 460 Personen lebten. Im Ort gab es eine Schule, in der auch die Kinder aus Rohy unterrichtet wurden. Pfarrort war Budischau. Bis zur Mitte des 19. Jahrhunderts blieb Hodau der Allodialherrschaft Budischau untertänig.
Nach der Aufhebung der Patrimonialherrschaften bildete Hodov / Hodau ab 1849 mit den Ortsteilen Rohy und Studnice eine Gemeinde im Gerichtsbezirk Groß Meseritsch. Ab 1869 gehörte Hodov zum Bezirk Groß Meseritsch. Zu dieser Zeit hatte das Dorf 475 Einwohner und bestand aus 70 Häusern. 1887 löste sich Studnice los und bildete eine eigene Gemeinde, Rohy wurde 1908 eigenständig. Die Schule wurde 1888 für den zweiklassigen Unterricht erweitert. Unter der Schwelle des Hauses Nr. 15 wurde 1893 ein Münzschatz mit 1492 Silbermünzen aus der Zeit nach 1617 entdeckt. Am 5. Oktober 1895 vernichtete ein Großfeuer 12 Häuser, neun Ausgedingechaluppen sowie 13 mit der Ernte gefüllte Scheunen. Im Jahre 1900 lebten in Hodov 520 Personen; 1910 waren es 529. Am 2. Mai 1901 wurde bei Baumpflanzungen im Wald nahe Rohy ein Zinnhumpen mit 2607 kleinen Silbermünzen aus dem 15. und 16. Jahrhundert ausgegraben. Ein weiterer Münzschatz wurde am 26. August 1921 beim Haus Nr. 71 gefunden, er stammt vom Anfang des 15. Jahrhunderts und umfasste 134 Silbermünzen Karls IV. und Wenzels IV. Beim Zensus von 1921 lebten in den 88 Häusern des Dorfes 535 Tschechen. Im Jahre 1930 bestand Hodov aus 90 Häusern und hatte 511 Einwohner. Zwischen 1939 und 1945 gehörte Hodov / Hodau zum Protektorat Böhmen und Mähren. Im Wald an der Hodovská horka wurden 1940 ca. 80 Silbermünzen aus dem 16. Jahrhundert entdeckt. Nach dem Ende des Zweiten Weltkrieges zogen einige Familien in die Grenzgebiete. Zwischen 1947 und 1949 entstand ein neues Schulhaus. Im Jahre 1950 hatte das Dorf 389 Einwohner. Im Zuge der Gebietsreform und der Aufhebung des Okres Velké Meziříčí wurde die Gemeinde am 1. Juli 1960 dem Okres Třebíč zugewiesen. Der Schulunterricht in Hodov wurde 1979 eingestellt, seitdem wurden die Kinder in Budišov unterrichtet. Im September 1995 eröffnete wieder eine Grundschule für die Klassen 1–3, die im Juni 2008 wegen zu geringer Schülerzahl geschlossen wurde. Beim Zensus von 2001 lebten in den 102 Häusern von Hodov 306 Personen.

## Sehenswürdigkeiten
- Kapelle des hl. Johannes von Nepomuk auf dem Dorfplatz, erbaut 1818. Die ursprüngliche Schindeleindeckung wurde später durch ein Blechdach ersetzt, das 1975 erneuert wurde. 1999 erfolgte eine Sanierung der Außenhaut und Erneuerung des Schindeldaches. Im Innern befindet sich eine Statue des Johannes von Nepomuk aus den 1740er Jahren. Neben der Kapelle steht ein gusseisernes Kreuz.
- Mehrere Wegkreuze
- Felsformation Raubířské skály im Wald westlich des Dorfes